# Козловський Ігор Анатолійович

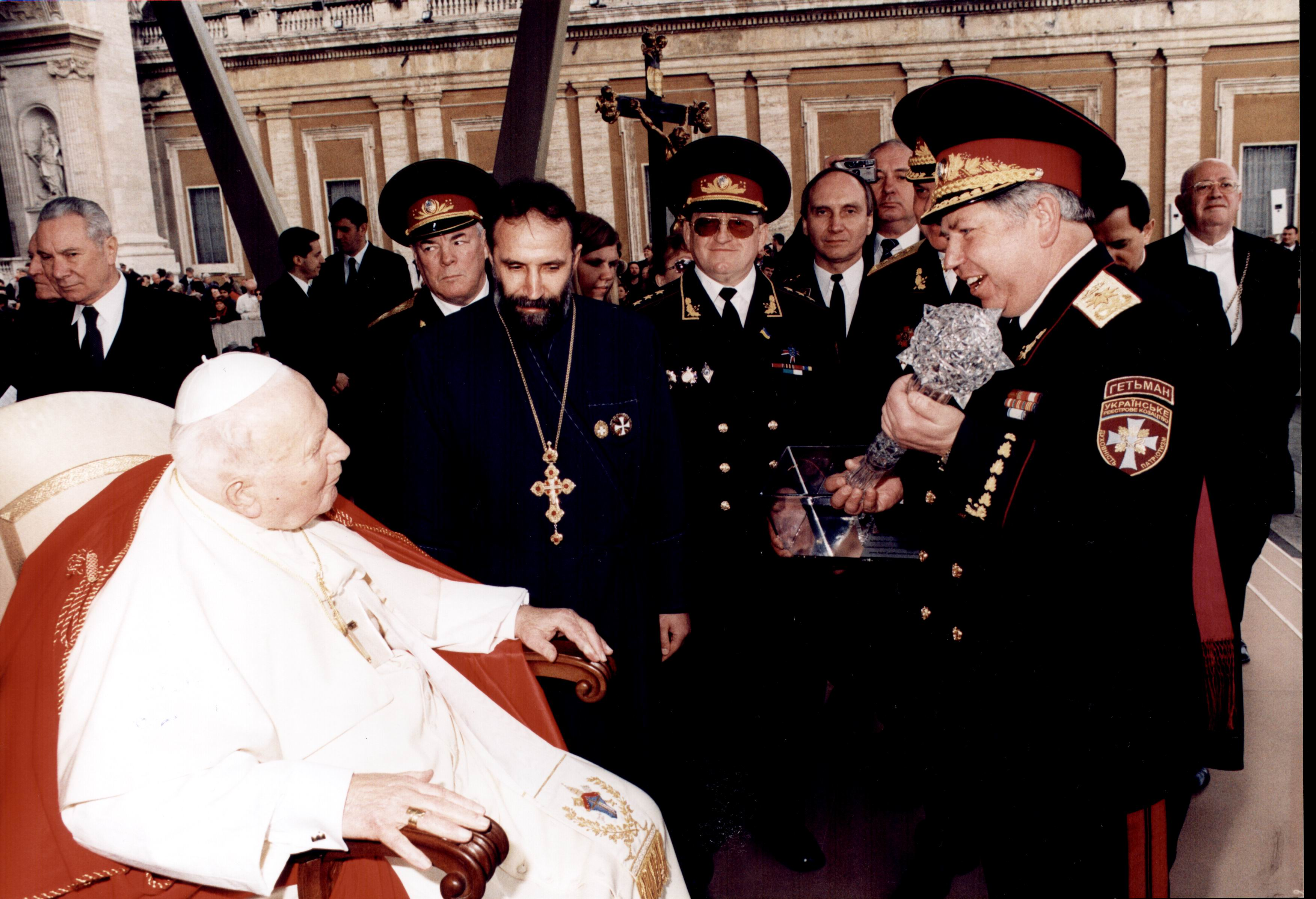
Зустріч у Римі з Іваном Павлом II. У складі делегації — Козловський І. А. 2004 рік.

І́гор Анато́лійович Козло́вський (16 лютого 1954, Макіївка — 6 вересня 2023, Київ) — український учений, релігієзнавець, кандидат історичних наук, письменник, громадський діяч, один із організаторів молитовного марафону (2014) «За мир, любов та цілісність України» у Донецьку. Дійсний член НТШ в Україні (Донецьке відділення НТШ) — з 2019 р. Старший науковий співробітник Відділення релігієзнавства Інституту філософії імені Григорія Сковороди НАН України. Президент Центру релігієзнавчих досліджень та міжнародних духовних стосунків, керівник Донецького обласного відділення Української асоціації релігієзнавців, президент громадської організації «Центр Діскавері», віце-президент Українського центру ісламознавчих досліджень. Член Експертної ради з питань свободи совісті та релігійних організацій при Міністерстві культури України. Був радником міністра культури, молоді і спорту України. Член PEN Україна. Член ініціативної групи «Першого грудня».

## Життєпис
Народився 16 лютого 1954 року в місті Макіївка Донецької області.
З 1972 по 1974 роки проходив дійсну службу у Прикордонних військах у Закавказькому прикордонному окрузі на кордоні з Іраном.
З 1975 по 1980 роки навчався на історичному факультеті Донецького державного університету і отримав диплом з відзнакою за спеціальності «Історик. Викладач історії та суспільствознавства». У 1980—1984 рр. навчався в аспірантурі Інституту історії НАН України.
З 1980 по 2001 роки працював у Донецькому обласному виконкомі, а потім у Донецькій обласній державній адміністрації на різних посадах у справах релігій (референт, старший референт, головний спеціаліст, начальник обласного відділу у справах релігій).
У 1980—2023 роках викладав та читав окремі лекції з релігієзнавчих питань у вишах України та США.
З 2001 року — доцент кафедри релігієзнавства Донецького державного інституту штучного інтелекту (пізніше Державного університету інформатики і штучного інтелекту), керівник Центру релігієзнавчих досліджень та міжнародних духовних стосунків.
З 2011 по 2015 рік працював доцентом кафедри філософії Донецького національного технічного університету.
23 листопада 2012 року захистив дисертацію на здобуття наукового ступеня кандидата історичних наук за спеціальністю 09.00.11. — релігієзнавство в Інституті філософії імені Г. С. Сковороди НАН України за темою «Церква Христова (Church of Christ) в контексті Реставраційного руху в християнстві: передумови виникнення, етапи розвитку і проблеми сьогодення».
Наприкінці 1980-х років підтримав рух за відродження українського козацтва. Ігор Козловський походить зі старовинного козацького роду, історія якого сягає XVI—XVII століть. Його пращури брали активну участь у вирішенні історичної долі України.
У 1991 році взяв участь у заснуванні і діяльності однієї з перших козацьких організацій в Україні — Кальміуської паланки Українського козацтва, в якій з 1991 до 1997 року беззмінно обіймав посаду паланкового судді та періодами — наказного отамана.
У 1997—2001 роках займав посаду заступника Головного отамана Кальміуської паланки Українського козацтва з питань релігії та духовності. У 2001 році отаман Спілки козацтва Донеччини, а з 2002 року бере участь у створенні і розбудові Українського Реєстрового Козацтва (УРК).

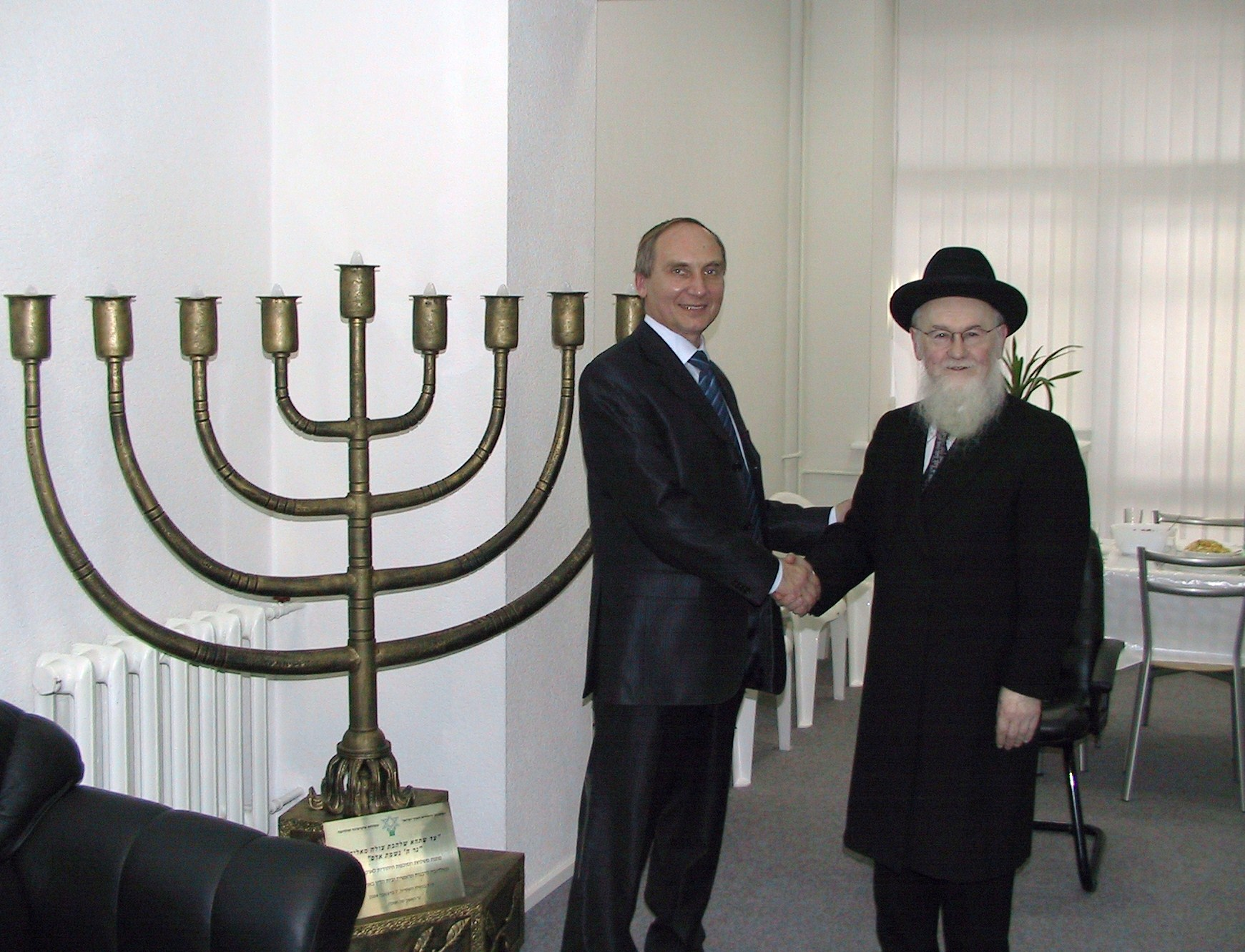
Козловський І. А. і головний рабин України Азріель Хайкін.

З 2006 року заступник Гетьмана УРК з питань релігії та міжнародних зв'язків. Генерал козацтва.
Відомий у світі як один із організаторів міжконфесійного молитовного марафону «За мир, любов та цілісність України» у Донецьку (березень-листопад 2014 року).
27 січня 2016 року захоплений бойовиками так званої «Донецької народної республіки» за проукраїнську позицію, пережив тортурування і перебував у полоні майже 2 роки (700 днів) до 27 грудня 2017 року. Звільнений з полону за обміном. В'язень сумління.
У 2020-тих роках — старший науковий співробітник у Відділення релігієзнавства Інституту філософії НАН України.
Помер 6 вересня 2023 року в Києві. Похований на Байковому кладовищі (ділянка № 27а).

## Творчий доробок
Автор понад 50 наукових книг та понад 200 статей у словниках, енциклопедіях, наукових періодичних виданнях, а також поетичних збірок та прозових творів. З-поміж них виділяються монографії: «Історія релігій», «Вибрані лекції з теорії та практиці релігійного містицизму. (Буддизм. Християнство) Т.1», «Вибрані лекції з теорії та практики релігійного містицизму. (Суфізм) Т.2», «Ассирійська Церква Сходу», «Єзідизм», «Коптська православна церква Олександрії», «Церква Христа в США і в Україні: історія та сучасність», «…Ось я, пошли мене «(Ісая 6 : 8): збірник виступів в християнських церквах» Тт.1 і 2. Книги з йоги, аюрведи і тантри: «Йога — Шлях до себе», «Гуни як якості світобудови», «Чакри і їх місце в архітектоніці людини», «Прана — енергія життя», «Таттва шуддхі садхана», «Бінду вісарга садхана», «Прана, Теджас і Оджас — «тріумвірат „життєвих енергій“», «Тратак садхана», «Йога лотосових Стоп», «Йога Божественного Лона», «Введення в янтра-йогу», «Основи лайя-йоги», «Древо йоги», «Нада-йога і священний звук ОМ», «Свастха-йога», «Кундаліні йога-: введення в теорію і практику», «Свара-йога і нети-садхана», «Тантра-йога: Садхани для жінок і чоловіків», «Буддхи-йога: ментальний і емоційний баланс», «Садхани детоксикації та тоніфікації в свастха-йозі», «Асани і Крійі в свастха- йозі», «Сурья Тантра і Сурья видужання: стародавні Садхани реалізації сонячної енергії», «Таємниці цілющої сили мантра-йоги», «Містичні любовні Садхани в традиціях каула-тантри і ваджраяни», а також з інших систем. І. А. Козловський є також автором двох поетичних збірок: «Хто Ти…» і «Лабіринт моїх снів… (Книга зоряних ворожінь)».

## Цитати
Згадка про російський полон: 
| | Згодом мені на голову наділи мішок і повели кудись. «Вас никогда не пытали?» Мене били струмом, душили, підвішували, ламали кістки. І я при цьому нічого не бачив. Лише голоси й біль, що заполонив усе тіло. [...] Але в якийсь момент зловив себе на думці, що всміхаюся. Тому що більше не боюся померти. Це означало, що вони мене вже не дістануть. Це перша думка. А друга, що я буду жити, а не виживати. Бо не боюся піти назавжди. Я буду тут і зараз, гідно переживатиму цей досвід і любитиму. У мене є сенси любові. До рідних і близьких, до життя, до Батьківщини. Я часто повторюю фразу: «Я боржник любові». Це не просто слова, це внутрішні переживання. Я повинен жити, щоб віддавати свою любов. |
| — https://www.village.com.ua/village/knowledge/podcast/345391-ukrainian-history-street-2023-s02e05 | |

## Нагороди та відзнаки
Козловський Ігор Анатолійович мав багато нагород та відзнак від українських та зарубіжних громадських і релігійних організацій.
За свою миротворчу діяльність нагороджений медаллю Австрійського товариства Альберта Швейцера, Лицарським орденом Королівського братства Св. Феотонія (Португалія), почесною відзнакою Академії будо (бойових мистецтв) Ніппон Сейбукан (Японія).
Був дійсним членом Королівського коледжу дворянства (Португалія), а також почесним громадянином штату Оклахома (США).
Мав III дан з карате-до (Академія будо Ніппон Сейбукан (Японія).

## Вшанування пам'яті
2024 року у місті Дружківка вулицю Пугачова перейменували на вулицю Ігоря Козловського.
У місті Київ на честь Ігоря Козловського назвали сквер на розі вулиць Григорія Сковороди та Почайнинської.

## Основні праці
- Козловский И. А. Избранные лекции по теории и практике религиозного мистицизма. Т.1. Доп. изд. — Донецк: Норд-Пресс, 2009. — 322 с., тверд. перепл.
- Козловский И. А. Избранные лекции по теории и практике религиозного мистицизма. Т. 2. Суфизм. — Донецк: Норд-Пресс, 2010. — 572 с., тверд. перепл.
- Козловський І. А. Ассирійська Церква Сходу. Бібліотека «Релігії світу». Т. 1 — Донецьк: Норд-Пресс, ДОГО «Центр Діскавері», 2009. — 124 с., кольор. іл.
- Козловський І. А. Єзидизм. Бібліотека «Релігії світу». Т. 2 — Донецьк: Норд-Пресс, ДОГО «Центр Діскавері», 2009. — 86 с.
- Козловський І. А. Коптська православна церква Олександрії. Бібліотека «Релігії світу». Т. 3. — Донецьк: Норд-Прес, ДОГО «Центр Діскавері», 2009. — 107 с., кольор. іл.
- Козловский И. А. Церковь Христа в США и в Украине: история и современность. Библиотека «Религии мира». Т. 4. — Донецк: Норд-Пресс, ДООО «Центр Дискавери», 2010. — 600 с., тверд. перепл.
- Козловский И. А., Андросова В. В., Андросова В. И., Скубко Е. В. Йога — Путь к себе. — Д.: Норд-Пресс, ДООО «Центр Дискавери», 2009. — 130 с., ил. Изд-е 2-е, доп.
- Козловский И. А. Чакры и их место в архитектонике человека. — Донецк: Норд-Пресс, ДООО «Центр Дискавери», 2007. — 162 с.
- Козловский И. А. Прана — энергия жизни. — Донецк: Норд-Пресс, ДООО «Центр Дискавери», 2008. — 182 с.
- Козловский И. А. Таттва шуддхи садхана. — Донецк: Норд-Пресс, ДООО «Центр Дискавери», 2008. — 186 с.
- Козловский И. А. Бинду висарга садхана. — Донецк: Норд-Пресс, ДООО «Центр Дискавери», 2008. — 180 с.
- Козловский И. А. Прана, Теджас и Оджас — «триумвират» жизненных энергий. — Донецк: Норд-Пресс, ДООО «Центр Дискавери», 2008. — 200 с.
- Козловский И. А. Тратака садхана (тантрические тайны тратака садханы). — Донецк: Норд-Пресс, ДООО «Центр Дискавери», 2009. — 200 с.
- Козловский И. А. Йога Лотосовых Стоп. — Донецк: Норд-Пресс, ДООО «Центр Дискавери», 2009. — 166 с.
- Козловский И. А. Йога Божественного Лона. — Донецк: Норд-Пресс, ДООО «Центр Дискавери», 2009. — 184 с.
- Козловский И. А. Введение в янтра-йогу. — Донецк: Норд-Пресс, ДООО «Центр Дискавери», 2009. с.
- Козловский И. А. Основы лайя-йоги. — Донецк: Норд-Пресс, ДООО «Центр Дискавери», 2009. — 212 с.
- Козловский И. А. Древо йоги. — Донецк: Норд-Пресс, ДООО «Центр Дискавери», 2010. — 264 с., цв. илл., тверд. перепл.
- Козловский И. А. Свастха йога. — Донецк: Норд-Пресс, ДООО «Центр Дискавери», 2010. — 362 с., тверд. перепл.
- Козловский И. А. Кундалини йога: введение в теорию и практику. — Донецк: Норд-Пресс, ДООО «Центр Дискавери», 2010. — 392с., тверд. перепл.
- Козловский И. А. Свара-йога и нети-садхана. — Донецк: Норд-Пресс, ДООО «Центр Дискавери», 2010. — 228 с., илл., тверд. перепл.
- Козловский И. А. Тантра-йога: садханы для женщин и мужчин. — Донецк: Норд-Пресс, ДООО «Центр Дискавери», 2011. — 460 с., тверд. перепл.
- Козловский И. А. Буддхи-йога: ментальный и эмоциональный баланс. — Донецк: Государственное издательство «Донбасс», «Центр Дискавери», 2011. — 217 с., тверд. перепл.
- Козловский И. А. Садханы детоксикации и тонификации в свастха-йоге. — Донецк: ДООО «Центр Дискавери»; «Донбасс», 2011. — 420 с., тверд. перепл.
- Козловский И. А. , Иванченко В. И. Асаны и крийи в свастха-йоге. — Донецк: Норд-Пресс, ДООО «Центр Дискавери», 2011. — 392 с., тверд. перепл.
- Козловский И. А. Сурья Тантра и Сурья Виджняна: древние садханы реализации солнечной энергии. — Донецк: Государственное издательство «Донбасс», ДООО «Центр Дискавери», 2012. — 200 с., тверд. перепл.
- Козловский И. А. Тайны целительной силы мантра-йоги. — Донецк: ДООО «Центр Дискавери»; «Світ книги», 2012. — 212 с., тверд. перепл.
- Козловский И. А. Мистические любовные садханы в традициях каула-тантры и ваджраяны. — Донецк: ДООО «Центр Дискавери»; Государственное издательство «Донбасс», 2012. — 226 с., тверд. перепл.
- Козловский И. А. Феномен «хаста-мудра» в тантра-йоге и индийской культуре — Донецк: ДООО «Центр Дискавери»; государственное издательство «Донбасс», 2012. — 210с.
- Козловский И. А. Кулинарно-диетологическое искусство в йоге и аюрведе. — Донецк: Норд-Пресс; ДООО «Центр Дискавери», 2013. — 386 с.
- Козловский И. А. Сатья-йога как духовное приключение психонавта. — Донецк: издательство «Свет книги», ДООО «Центр Дискавери», 2013. — 201с.
- Козловский И. А. Кайя-кальпа — легендарная практика омоложения и долголетия. — Донецк: издательство «Свет книги», ДООО «Центр Дискавери», 2013. — 212с.
- Козловский И. А. Традиционная омолаживающая косметология в йоге и аюрведе. — Донецк: издательство «Свет книги», ДООО «Центр Дискавери», ЦРИМДО, 2013. — 190 с.
- Козловский И. А. Бхакти-йога — мистический путь Божественной Любви. — Донецк: ООО «Цифровая типография», ДООО «Центр Дискавери», ЦРИМДО, 2013. — 213 с.
- Козловский И. А. Традиционное искусство хакимов — мусульманских целителий Индии. — Донецк: издательство «Свет книги», ДООО «Центр Дискавери», ЦРИМДО, 2013. — 169 с.
- Козловский И. А. Мудры и бандхи как регуляторы праны. — Донецк: издательство «Ноулидж», 2014. — 176 с.
- Ісмагілов С. В., Козловський І. А., Халіков Р. Х., Якубович М. М. «Іслам: Енциклопедичний словник».- К.: Бібліотека ісламознавства, 2021. — 432 с.